# Upplands runinskrifter 758
Upplands runinskrifter 758 är en runinskrift i Enköping, Enköping socken i Enköpings kommun.

## Ristningen
Translitterering av runraden:
ikib(i)rn : ak : þiʀ : bryþr : litu : risa : stin : þina : a(t) : ikhul : faþur : sin : (k)uþ : hilbi : anta : hns bt(r) : þin : (h)-(n) : (h)--... ...- : -(a)(r)- : --...---- : (r)isti : runaʀ · þasi
Normalisering till runsvenska:
Ingibiorn ok þæiʀ brøðr letu ræisa stæin þenna at Igul, faður sinn. Guð hialpi anda hans bætr þæn h[a]nn h[æfiʀ til g]ær[t. Tiðkumi] risti runaʀ þessi.
Översättning till nusvenska:
Ingebjörn och bröderna med honom läto resa denna sten efter Igul, sin fader. Gud hjälpe hans ande bättre än han (har gjort sig förtjänt av. Tidkume) ristade deras runor.

## Beskrivning
Runstenen är av ljus gråsten. Den är 2,32 meter hög, 0,92 meter bred över det stående djuret och 0,39 meter tjock. Runhöjden är 4-9 centimeter. Inskriften börjar upptill i högra slingan. Stenen vänder ristningsytan mot nordväst. Den upptäcktes som tröskelsten i S:t Ilians kyrka på 1600-talet, och den blev senare inmurad i prästgårdsbyggningen. Stenen återfanns och restes på sin nuvarande plats 1947.
Runstenen står nu rest i Afzeliusparken, 20 meter söder om prästgårdsbyggnaden i Enköping. Enligt Johannes Bureus, som undersökte inskriften den 25 juni 1642, fanns stenen i Enköpings förstörda kyrka, och att stenen ligger i Enköpings gamla kyrkdörr. Richard Dybeck skriver att stenen ligger i grunden till prästgårdsbyggningen till hälften under jorden. I förteckningen Vårfrukyrka sockens antecknar står det att en runsten finns i östra grundmuren till prästbyggningen. 
Stenen blev fullständigt dold under markytan och under grundmurens rappning råkade runstenen i glömska. Som en åtgärd av Riksantikvarieämbetets bröts stenläggningen utanför prästgårdsbyggnadens östra mur upp, varvid stenen återfanns 1947. Den låg inmurad i byggnadens nordöstra hörn med ristningsytan utåt. Till största delen låg stenen under markytan; endast 30 centimeter av dess högra kant sköt upp över marken. Det uppskjutande partiet var fullständigt dolt under grundputsen. Runstenen togs ut ur muren och restes på sin nuvarande plats i Afzeliusparken. Stenen blev skyltad 1976 och uppmålad 1978.
Ristningsytan är på stenens mittparti hårt sliten, vilket stämmer med uppgifterna att runstenen har varit placerad som tröskelsten. Nertill och upptill är ytan inte sliten, varför ristningen där är tydligare. I stenens vänstra kant är ett parti av ristningsytan bortslaget. 
Redan då Johannes Bureus undersökte inskriften år 1642 fanns dessa skador i stenens vänstra kant. De har troligen uppstått i samband med att stenen lades in i kyrkdörren, sannolikt då S:t Ilians kyrka byggdes, omkring å r 1300. Den andra Tidkume-stenen i Enköping, U 759, har en i det allra närmaste identisk avslutning. 
Under medeltiden fanns i Enköpings två stadskyrkor, Sankt Olof, vilken numera är helt försvunnen, och Sankt Ilian. Sankt Ilian övergavs 1548 när Vårfrukyrkan blev stadskyrka. Sankt Ilians ruin från 1300-talet grävdes ut 1943-1946.